# Haibach im Mühlkreis
Haibach im Mühlkreis è un comune austriaco di 888 abitanti nel distretto di Urfahr-Umgebung, in Alta Austria.